# Ectoedemia liechtensteini
Ectoedemia liechtensteini là một loài bướm đêm thuộc họ Nepticulidae. Nó được tìm thấy ở Cộng hòa Séc và Slovakia to Áo và Serbia.
Sải cánh dài 4.4-5.2 mm. Con trưởng thành bay từ tháng 4 đến tháng 6. Có một lứa một năm.
Ấu trùng ăn Quercus cerris. Chúng ăn lá nơi chúng làm tổ. 